# Старый базар

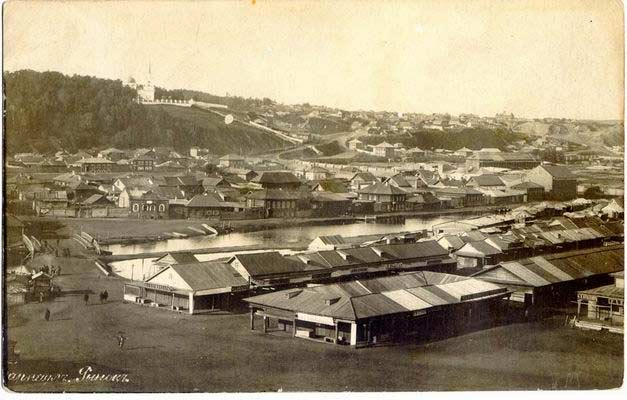
Рыночная площадь в начале XX века

«Старый базар» (официальное название Центральный рынок) — рынок в исторической части Барнаула.

## История
В 1748 году для первого барнаульского рынка было отведено место между рекой Барнаулкой и деревянной Петропавловской церковью. В 1751 году начальник Алтайского горного округа предписывает торговцам соблюдать гигиенические нормы, а своих подчиненных следить за порядком и правилами торговли.
К началу XIX века базар сместился на восток от прежнего места и разместился между Мало-Тобольской и Московской улицами на рыночной площади. Купля-продажа товаров проводилась по воскресеньям. В эти дни в город съезжались крестьяне из соседних деревень и поселений, чему способствовало близкое расположение рынка к речной пристани и Змеёвскому тракту. Здесь же на территории базара размещались деревянные торговые лавки (позднее их заменили каменные здания) барнаульских купцов — Суховых, Дмитриевых, Морозовых.

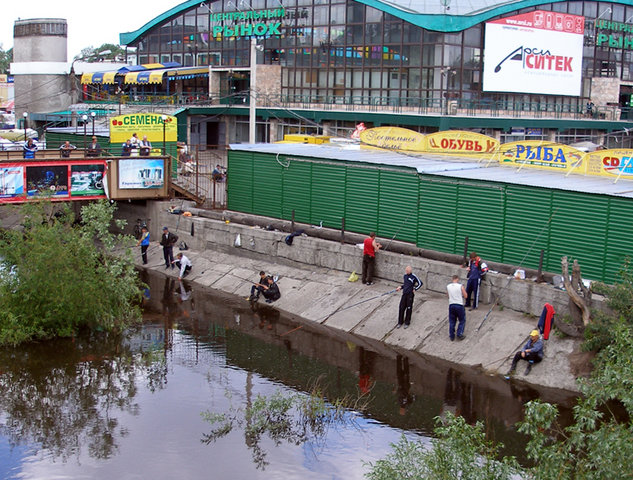
Жители города ловят рыбу в реке Барнаулке на фоне здания рынка

К 1877 году насчитывалось 6 торговых корпусов, среди которых 8 общественных и 65 частных лавок. На рыночной площади регулярно проходила Введенская ярмарка, работали рыбный и мясные базары, а в 1908 году по решению городской думы рядом с Соборной площадью организован масляной базар, где владельцы маслозаводов предлагали свою продукцию фирмам-экспортёрам сливочного масла.
Благоустройство и строительство больших рыночных помещений началось лишь в 1970-х годах, а главное 2-этажное здание рынка было построено в 1986 году по проекту архитектора А. П. Гетте.
В 2006—2007 годах администрация Барнаула объявила о планах по организации «Старого базара», в частности, предполагалось освободить проезжую часть Мало-Тобольской улицы, которую занимали торговые ряды. В январе 2012 года некоторые торговые ряды были демонтированы.

## Интересные факты
Расположенный в пойменной части Барнаулки, Старый базар часто страдал от наводнений. Самые крупные произошли в 1937 и 1969 годах, когда уровень воды в Оби превысил 7,5 метров над нулём водомерного поста. По территории рынка люди передвигались на лодках.